# Jens Becker (Regisseur)
Jens Becker (* 14. April 1963 in Berlin) ist ein deutscher Drehbuchautor und Regisseur. Seit 2004 unterrichtet er als Professor für Drehbuch an der Filmuniversität Babelsberg „Konrad Wolf“ in Potsdam.

## Leben
Er studierte von 1986 bis 1991 Regie an der Hochschule für Film und Fernsehen Konrad Wolf in Potsdam. Sein Diplomfilm Grönland wurde zum Studenten-Oscar 1991 eingereicht. Seit 1992 arbeitet er als freier Autor und Regisseur. 1993/1994 war er Stipendiat der Akademie der Künste (Berlin) bei Wim Wenders.
Er schreibt und inszeniert Spielfilme und dreht Dokumentarfilme. Von 1998 bis 2000 lehrte er Drehbuchschreiben an der Humboldt-Universität zu Berlin, seit 2004 ist er Professor für Drehbuch an der Filmuniversität Babelsberg Konrad Wolf. Neben seinen Filmarbeiten schreibt er auch Sachbücher.
In seiner Arbeits-DVD Figuren und Charaktere entwickelt er eine alte Typenlehre, das Enneagramm, als Arbeitsinstrument für die Urheber von Figuren (Autoren, Schauspieler, Regisseure) weiter.
Er nahm an der Berlinale und Filmfestivals von Montreal, Tokio, Kraków, Belgrad und Hof, sowie beim Prix Europa und am Max-Ophüls-Preis Saarbrücken teil.
Becker lebt in Berlin und war mit der Schauspielerin Nadja Engel verheiratet.

## Filmografie
- 1991: Grönland (Spielfilm, Diplomfilm, Drehbuch und Regie)
- 1993: Adamski (Kinospielfilm, Drehbuch und Regie)
- 1994: Katrin und Wladimir (Spielfilm, Regie)
- 1994: Die Träume danach - Eine Ostdeutsche vergisst das gesamte Wendejahr (Dokumentarfilm, Drehbuch und Regie)
- 1995: Geheim – oder was?! (Serie, mehrere Folgen als Autor)
- 1996: Tatort – Tod im Jaguar (Reihe, Regie)
- 1997: Kurklinik Rosenau (Serie, mehrere Folgen als Autor)
- 1998: Wie aus heiterem Himmel (Dokumentarfilm, zusammen mit Birgit Gebhardt)
- 2002: Henker – Der Tod hat ein Gesicht (Kinodokumentarfilm)
- 2003: Ausnahmezustand (Dokumentarfilm)
- 2001–2007: Macius (Kinderanimationsserie, mehrere Folgen als Autor)
- 2007: Krieg in der Arktis (zweiteiliger Dokumentarfilm, zusammen mit Ralf Daubitz)
- 2009: Das Ende des Politbüros (Dokumentation, zusammen mit Thomas Grimm)
- 2010: Berliner Rand (Dokumentarfilm)
- 2011: 20 × Brandenburg (Dokumentarfilm, Teil Die Spreewaldgräfin)
- 2013: Totale Stille (Drehbuch)
- 2015: Erich Mielke – Meister der Angst (Dokudrama, Drehbuch und Regie, zusammen mit Maarten van der Duin)
- 2016: Nellys Abenteuer (Kinderspielfilm, Drehbuch zusammen mit Uta Kolano, Regie Dominik Wessely)
- 2018: 1918 Aufstand der Matrosen (Dokudrama, Drehbuch und Regie)
- 2020: Die Erfindung eines Mörders - Der Fall Bruno Lüdke (Dokumentarfilm, Drehbuch und Regie, zusammen mit Dominik Wessely)

## Sachbücher
- mit Gunnar Dedio: Die letzten Henker. Das Neue Berlin, Berlin 2002, ISBN 978-3-360-00969-2.
- Kurzschluss. Schwartzkopff, Berlin 2005, ISBN 978-3-937738-30-7.
- Figuren und Charaktere. Vistas, Berlin 2012, ISBN 978-3-89158-565-8.
- "Drehbuch-Tool Enneagramm 2.0", Epubli 2014, E-Book, ISBN 978-3-8442-8510-9.
- "Script-Tool Enneagram 2.0", Epubli 2014, E-Book (englisch), ISBN 978-3-8442-8513-0.
- "Das Drehbuch-Tool", Vistas, Leipzig 2019, ISBN 978-3-89158-649-5.

## Preise
- 1994: Förderpreis Kunstpreis Berlin der Akademie der Künste
- 1994: Förderpreis der Jury des Max-Ophüls-Preises (für Adamski)
- 1999: Nominierung zum Prix Europa (für Wie aus heiterem Himmel)
- 2001: Nominierung zum Willy-Brandt-Preis (für Henker – Der Tod hat ein Gesicht)
- 2003: Journalistenpreis Thüringen (für Die Kerzen von Erfurt, Ausnahmezustand und Kurzschluss)
- 2011: Adolf-Grimme-Preis (für 20x Brandenburg)
- 2016: Gryphon Award (Bester Film) in der Wettbewerbsreihe ELEMENTS+10, 46. Giffoni Film Festival (für Nellys Abenteuer)
- 2018: Audience Choice Award, 3. Cinemare Ocean Film Festival Kiel (für 1918 Aufstand der Matrosen)
- 2021: Nominierung CLIO (Preis für den besten Film zu einem historischen Thema, moving history - Festival des historischen Films 2021)